# Jozef Gruska
Jozef Gruska (* 1933) ist ein slowakischer Informatiker.
Gruska wurde an der Slowakischen Akademie der Wissenschaften in Bratislava promoviert. Er ist Professor an der Masaryk-Universität in Brünn.
Gruska ist Gründer und war 1989 bis 1996 Leiter der IFIP Working Group über theoretische Informatik.
In den 2000er Jahren befasste er sich besonders mit Quanteninformatik und organisierte eine Reihe asiatischer Konferenzen zu diesem Thema.
1996 erhielt er den Computer Pioneer Award und er erhielt 2003 die Bolzano-Medaille der Tschechischen Akademie der Wissenschaften und die Silbermedaille der IFIP. Er ist seit 2006 Mitglied der Academia Europaea.

## Schriften
- Foundations of computing, International Thompson 1997 ISBN 978-1-85032-243-6
- Quantum Computing Osborne/McGraw-Hill 2000, ISBN 978-0-07-709503-1